# El Diamante, Minatitlán
El Diamante är en ort i Mexiko.   Den ligger i kommunen Minatitlán och delstaten Veracruz, i den sydöstra delen av landet, 500 km öster om huvudstaden Mexico City. El Diamante ligger 17 meter över havet och antalet invånare är 309.
Terrängen runt El Diamante är platt. Runt El Diamante är det ganska glesbefolkat, med 29 invånare per kvadratkilometer. Närmaste större samhälle är La Concepción, 13,5 km norr om El Diamante. Omgivningarna runt El Diamante är en mosaik av jordbruksmark och naturlig växtlighet.